# 4231 Файрмен
4231 Файрмен (4231 Fireman) — астероїд головного поясу, відкритий 20 листопада 1976 року.
Тіссеранів параметр щодо Юпітера — 3,603.